# Schizothorax griseus
Schizothorax griseus és una espècie de peix cipriniforme de la família dels ciprínids.

## Morfologia
Els mascles poden assolir els 19,7 cm de longitud total.

## Distribució geogràfica
Es troba a la Xina (Yunnan i Guizhou).